# Dromius piceus
Dromius piceus är en skalbaggsart som beskrevs av Pierre François Marie Auguste Dejean. Dromius piceus ingår i släktet Dromius och familjen jordlöpare. Inga underarter finns listade i Catalogue of Life.